# Лигети, Миклош
Ми́клош Ли́гети (венг. Ligeti Miklós; 1 мая 1871, Буда, Австро-Венгрия — 10 декабря 1944, Будапешт, Венгрия) — венгерский скульптор.
Обучался в Будапеште, Вене и Париже, где был вдохновлён модернистскими тенденциями в скульптуре, в частности — произведениями Родена. При этом не только смог понять особенности нового стиля, но и их технически. После возвращения на родину, выполнил несколько скульптурных работ, которые заставили публику обратить на него внимание, в частности — беломраморный рельеф короля Стефана (1900) и бюст епископа Миклоша Сечени (1903), который в том же году был представлен на выставке в Кунстхалле. В 1911 году для венгерского павильона на Международной выставке прикладного искусства в Турине создал керамические «Гунн Аттила» и «Коронация святого Стефана», которые были удостоены гран-при. В том же 1903 году создал одну из своих наиболее известных скульптур — статую венгерского хрониста XIII века, известного как Аноним, которая находится в городском парке Будапешта.
В 1913 году состоялась первая большая персональная выставка скульптора, на которой было представлено около 70 его работ. Одна из экспонировавшихся на выставке работ «Крещение Христа» была приобретена в 1929 году будапештским Музеем изобразительных искусств. Выставка пользовалась большим успехом. 8 октября 1916 года в Будапеште был открыт изготовленный Лигети фонтан Палатин, также известный как Фонтан мира. Фонтан первоначально находился на огороженной территории между доходными домами семинарии, а в 1935 году был перенесен во внутренний двор здания Центральной семинарии на улице Папнёвельде в центре города. Он пережил Вторую мировую войну и сохранился до сих пор.
После окончания Первой мировой войны основал в 1920 году вместе с инженером-химиком Лайошем Петриком керамическую фабрику в будапештском пригороде Андьяльфёльде. Несмотря на несколько иностранных наград (его керамика получила почётные дипломы в Монце в 1923 и 1925 годах, а также золотую медаль на Всемирной выставке в Филадельфии в 1926 году), бизнес постоянно испытывал финансовые трудности. Отсутствие государственной поддержки и серьезного интереса внутри страны привели к тому, что Лигети ликвидировал маленькую фабрику в 1928 году.
Лигети — автор нескольких памятников (среди которых — памятник кронпринцу Рудольфу в Будапеште и императрице Елизавете в Сегеде). Эти памятники были демонтирована в период социализма и вернулись на свои места после его падения. Он также создатель нескольких надгробий с сюжетами на религиозные темы.

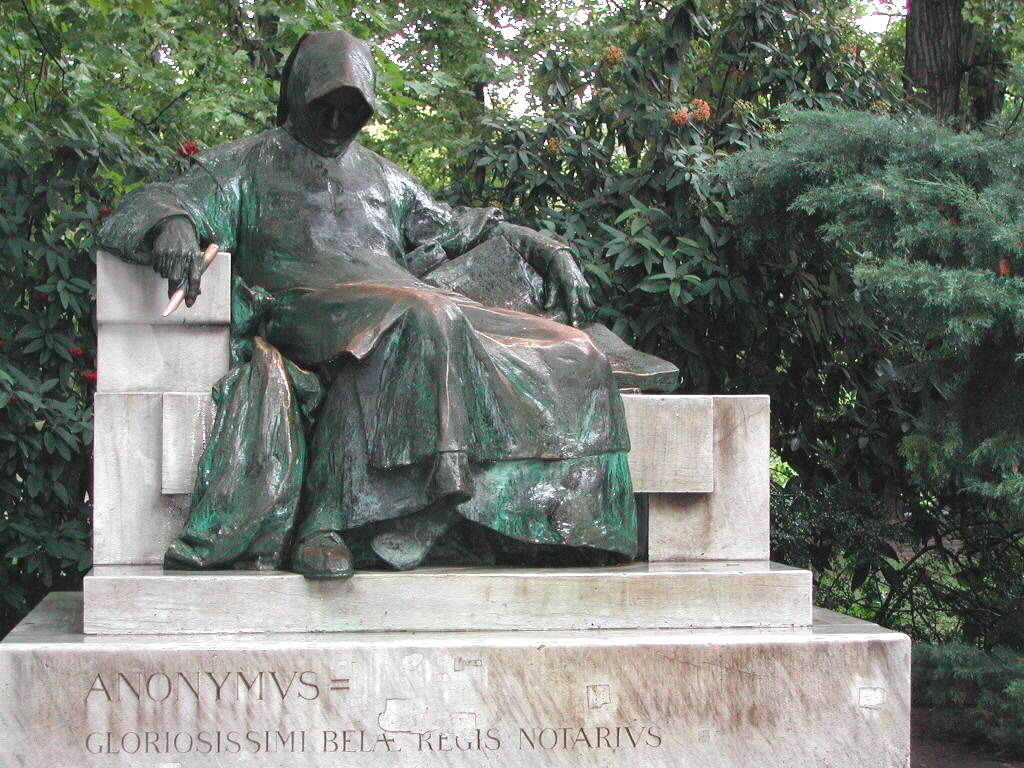
Памятник Анониму
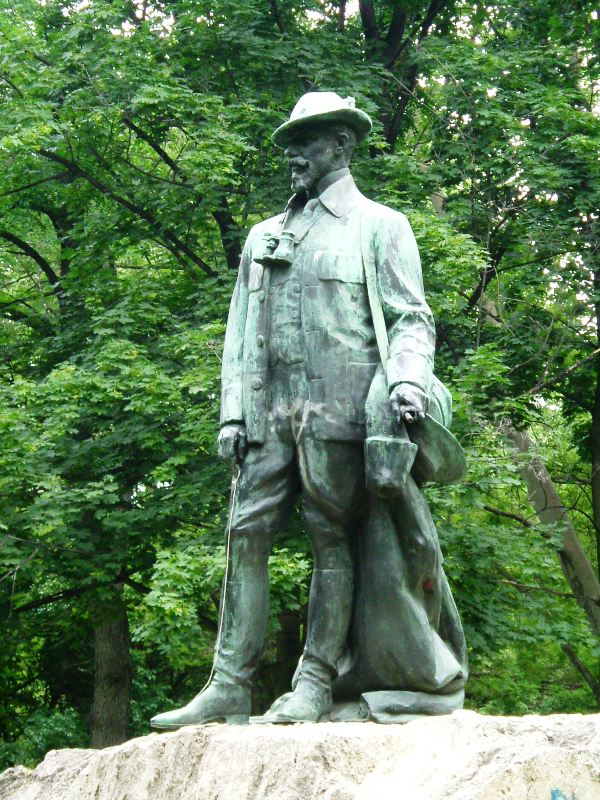
Памятник кронпринцу Рудольфу
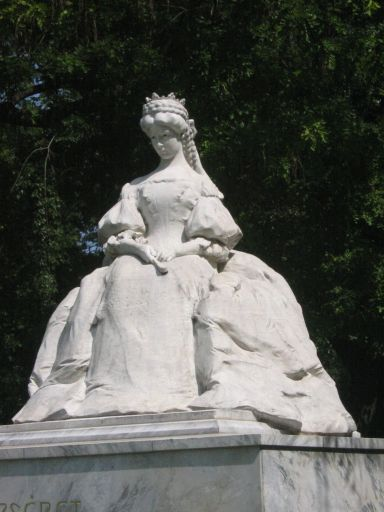
Памятник императрице Елизавете
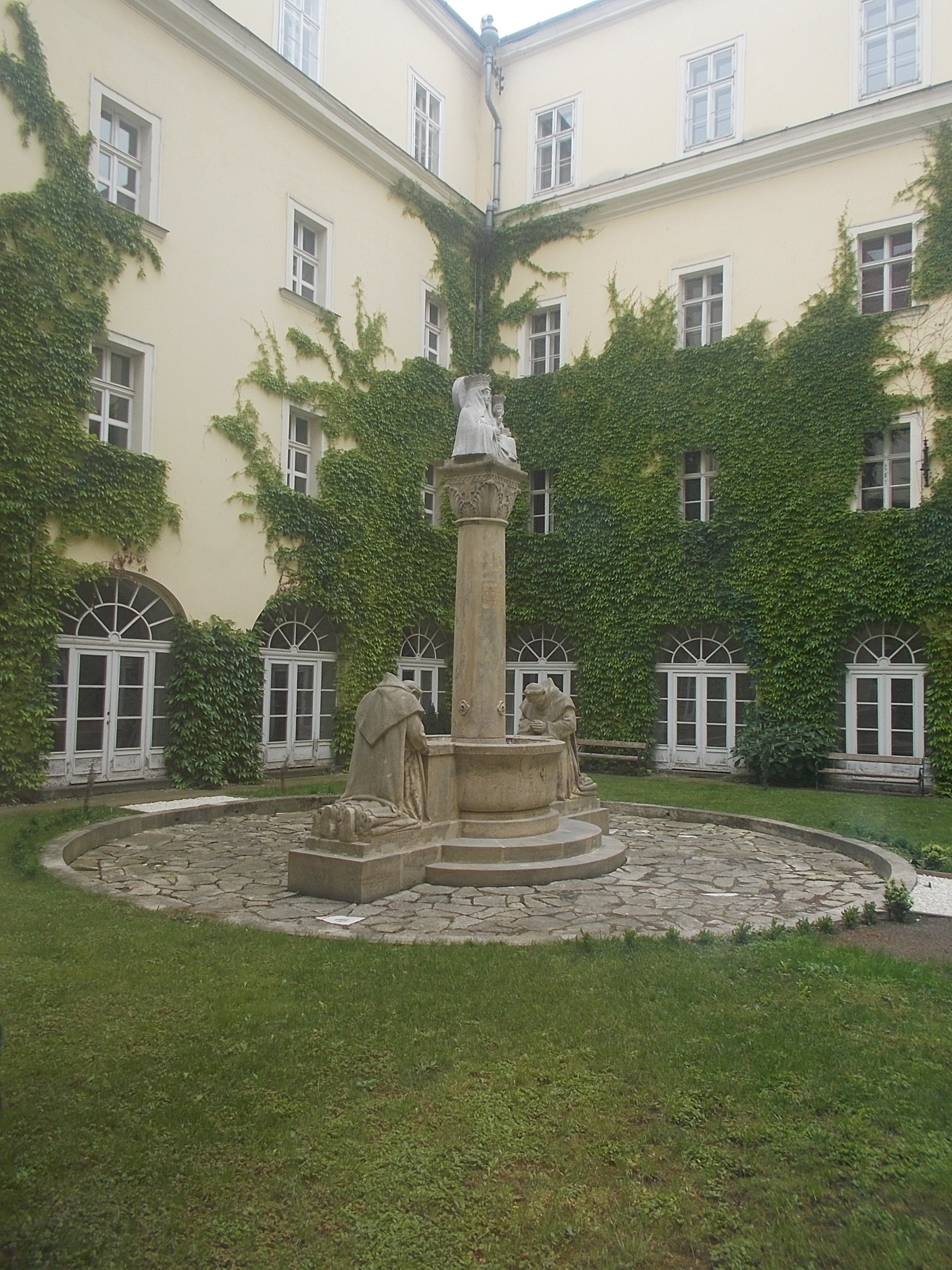
Фонтан Палатин
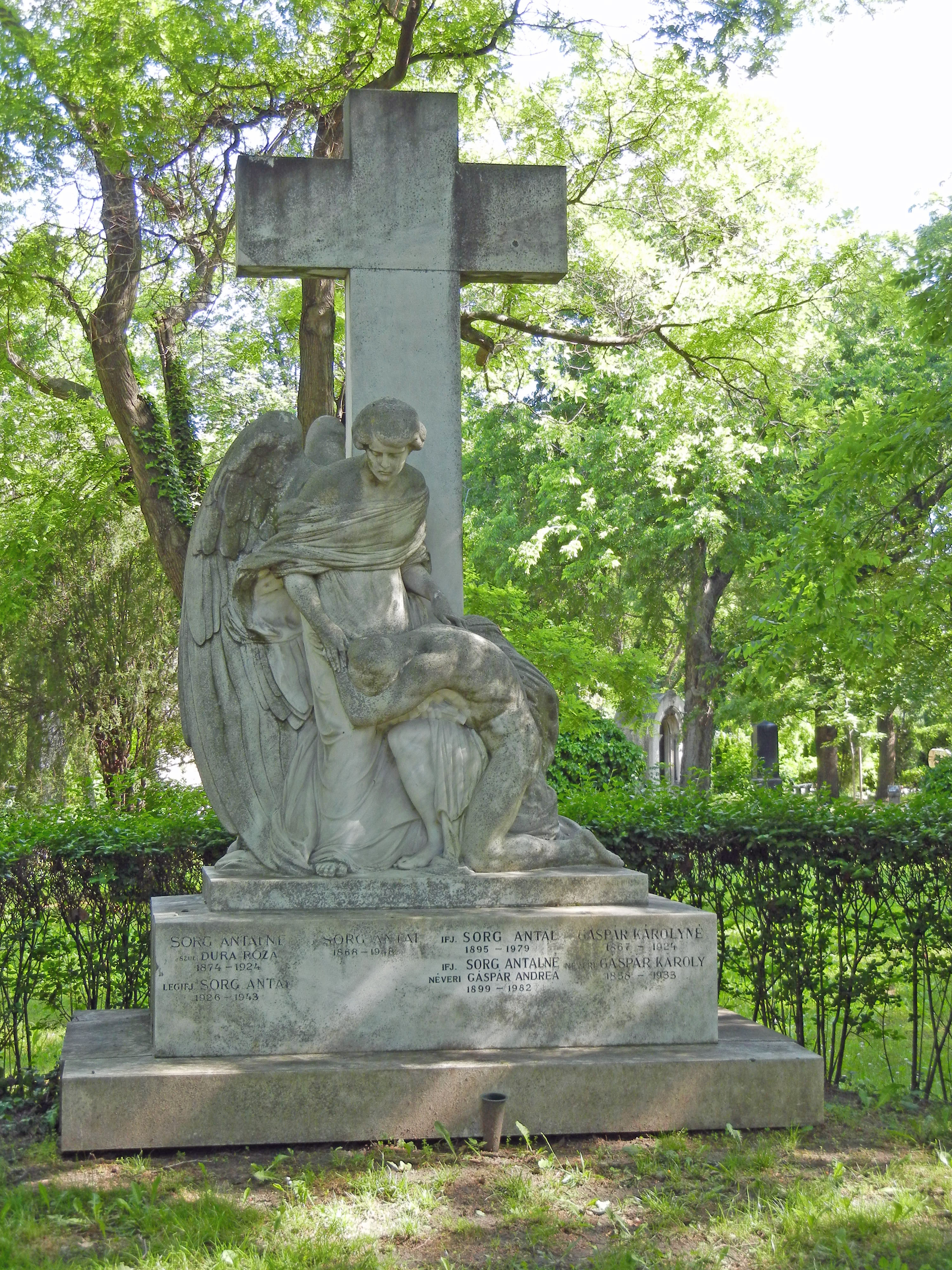
Надгробие